# رد شیرت (داکوتای جنوبی)
رد شیرت (به انگلیسی: Red Shirt) یک منطقهٔ مسکونی در ایالات متحده آمریکا است که در شهرستان شنون، داکوتای جنوبی واقع شده‌است. رد شیرت ۸۲۱٫۱۴ متر بالاتر از سطح دریا واقع شده‌است.